# Abén Aboo

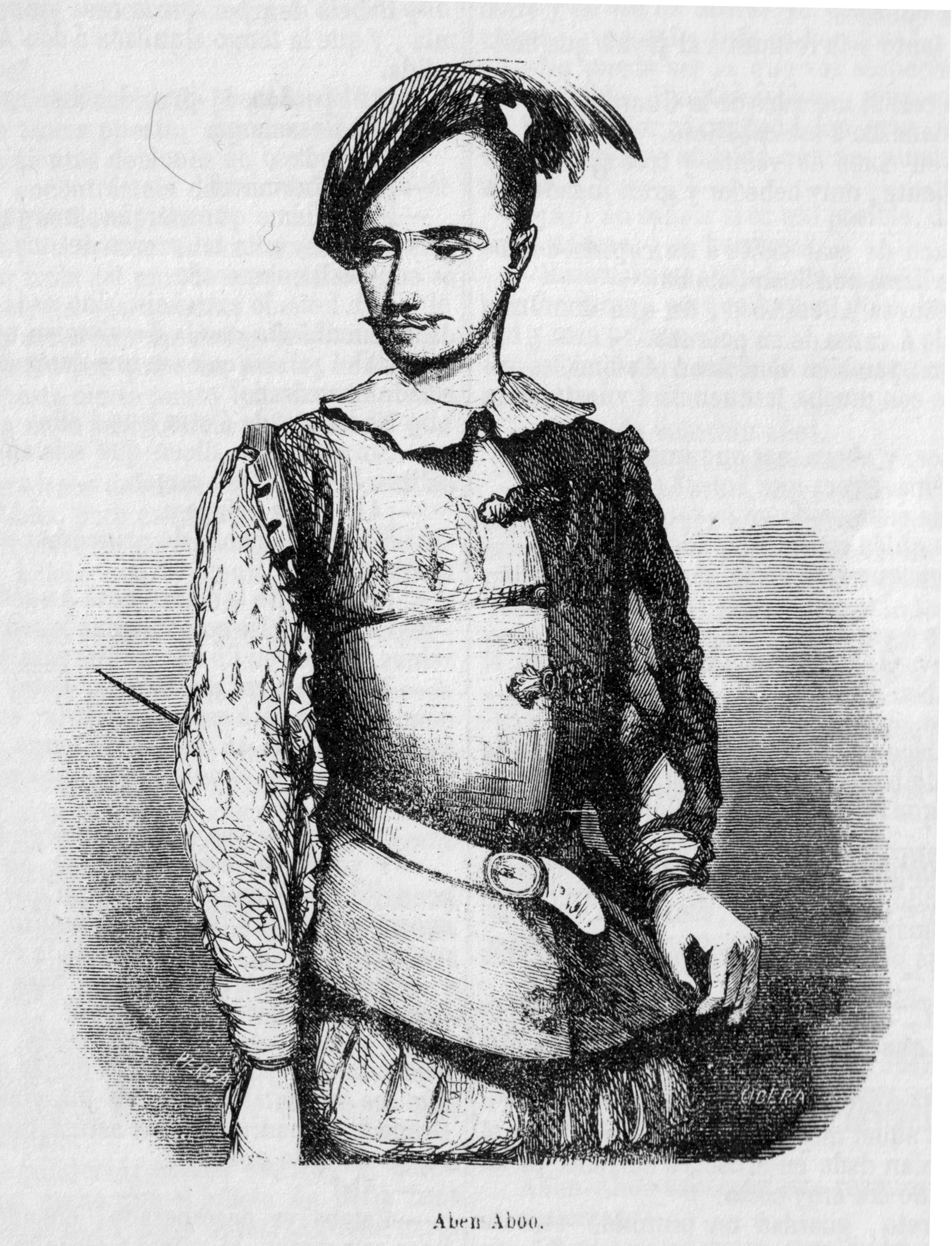
Abén Aboo según un grabado de la novela Los monfíes de las Alpujarras (1859) de Manuel Fernández y González

Diego López, llamado Abén Aboo, vecino de Mecina Bombarón (Granada), fue un morisco español de familia principal, participante activo en la rebelión de las Alpujarras (1568-1571), que encabezó en su última etapa.

## Biografía
Primo de Abén Humeya y sobrino de Hernando el Zaguer, alguacil de Cádiar, Abén Aboo fue uno de los primeros en sumarse a la rebelión. Habiendo dado refugio en su casa a Abén Humeya y a Hernando el Zaguer, algunos oficiales del marqués de Mondéjar, con quien tenía acuerdo de tregua, rompiendo las salvaguardias, le sometieron a crueles tormentos que soportó con entereza. Según el cronista Luis del Mármol Carvajal, 

mandándolo colgar de los testículos en la rama de un moral (...) y teniéndolo colgado, que solamente se compensaba con los calcañales de los pies, viendo que negaba, llegó a él un ayrado soldado, y como por desdén le dio una coz, que le hizo dar un vayvén en vago y caer de golpe en el suelo, quedando los testículos y las vinzas (sic) colgadas de la rama del moral (...) mas este bárbaro, hijo de aspereza y frialdad indomable, y menospreciador de la muerte, mostrando gran descuido en el semblante, solamente abrió la boca para decir: "Por Dios que el Zaguer vive y yo muero", sin querer jamás declarar otra cosa.

Sin embargo, y a pesar de aquellas muestras de lealtad extrema, cuando estallaron disensiones entre los sublevados no dudó en ponerse del lado de los enemigos de Abén Humeya, que lo acusaban de comportarse despóticamente y de estar en tratos con los cristianos, además de haber ordenado asesinar a los combatientes turcos y norteafricanos que luchaban al lado de los moriscos granadinos. En la noche del 20 de octubre de 1569, junto con Diego Alguacil, él mismo dio muerte a Abén Humeya, tirando cada uno de un lado del cordel que le habían colocado en la garganta. Elegido para ocupar el lugar de su primo y tras obtener la confirmación del gobernador de Argel en representación del sultán otomano, tomó el título de Muley Abdalá Abén Aboo, rey de los andaluces, e hizo colocar una letra en su bandera que decía: «No pude desear más ni contentarme con menos».
Abén Aboo continuó la guerra con determinación y coraje y obtuvo algunos triunfos notables, como la ocupación de Órgiva. En mayo de 1570 hizo asesinar a Hernando El Habaqui, su general, que había iniciado conversaciones de paz con Juan de Austria y logró extender la rebelión a la serranía de Ronda. Pero ya a finales de ese año, tras la dura campaña del verano y la expulsión de todos los moriscos de Granada ordenada por el rey Felipe II, la rebelión estaba casi totalmente sofocada. El 13 de marzo de 1571, refugiado en una cueva entre Bérchules y Mecina Bombarón, en pleno corazón de la Alpujarra donde trataba de resistir con apenas cuatrocientos de sus hombres, Abén Aboo fue asesinado por algunos de ellos, encabezados por Gonzalo el Seniz, célebre bandolero monfí, en tratos con los cristianos, que les habían prometido el perdón. Su cuerpo fue luego llevado a Granada donde fue descuartizado y la cabeza puesta en una jaula sobre el arco de la puerta del Rastro.